# Нассер Буріта
Нассер Буріта (араб. ناصر بوريطة; нар. 27 травня 1969) — марокканський дипломат. Міністр закордонних справ, африканської співпраці та марокканських емігрантів з 5 квітня 2017 року.

## Життєпис
Народився 27 травня 1969 року в Таунате, Марокко. У 1991 році отримав ступінь бакалавра державного права в Університеті Мохаммеда V у Рабаті.
Буріта приєднався до Управління багатостороннього співробітництва Міністерства закордонних справ у Рабаті в 1992 році. З 1995 по 2002 рік він був першим секретарем у посольстві Марокко у Відні. У 2002 році очолював Департамент головних органів ООН. У 2002 році він також був призначений радником місії Марокко при Європейських Співтовариствах у Брюсселі. З грудня 2003 по 2006 рік Буріта очолював Відділ ООН.
Він був призначений Генеральним секретарем Міністерства закордонних справ і співробітництва в 2011 році, а потім міністром-делегатом при міністрі закордонних справ і співробітництва в 2016 році. 7 жовтня 2021 року Насер Буріта був повторно призначений главою МЗС Марокко.
29 жовтня 2022 року Буріта прибув до Алжиру для участі в підготовчій зустрічі міністрів закордонних справ до Ради Ліги арабських держав. Він також представляв короля на саміті Ліги арабських держав у 2022 році, і його вітав Абдельмаджид Теббун.
11 листопада 2022 року Буріта взяв участь у 5-му Паризькому форумі миру. 21 листопада 2022 року Буріта зустрівся з послом США в Марокко Пунітом Талваром у Міністерстві закордонних справ у Рабаті. 14 грудня 2022 року зустрівся з послом України в Марокко Сергієм Саєнко.